# Samjhauta
Samjhauta – gaun wikas samiti w środkowej części Nepalu w strefie Narajani w dystrykcie Parsa. Według nepalskiego spisu powszechnego z 2001 roku liczył on 849 gospodarstw domowych i 5668 mieszkańców (2742 kobiet i 2926 mężczyzn).